# Olympic Green Hockey Field
Das Olympic Green Hockey Field (chinesisch 北京奧林匹克公園曲棍球場) war ein Hockey-Komplex bestehend aus zwei Spielfeldern in der chinesischen Hauptstadt Peking.
Die Anlage befand sich im Olympic Green und wurde anlässlich der Olympischen Sommerspiele 2008 errichtet. Hier fanden während den Spielen die Hockeywettbewerbe und anschließend war das Olympic Green Hockey Field Austragungsort der Spiele im 7er-Fußball der Sommer-Paralympics. Das Gelände umfasste 11,87 Hektar und bot Platz für 17.000 Zuschauer. Der Bau der am besten ausgestatteten Hockeyanlage Chinas dauerte zwei Jahre. Dennoch war es bereits vor dem Beginn der Olympischen Spiele eine beschlossene Sache, dass die Anlage nach den Spielen abgerissen wird.
Auf dem Gelände wurde 2017 mit dem Bau der Nationalen Eisschnelllaufhalle begonnen, die als Wettkampfstätte bei den Olympischen Winterspielen 2022 genutzt werden soll.